# سرزمین بسیار فرسایش‌پذیر
در سیاست کشاورزی ایالات متحده، زمین‌های بسیار فرسایش‌پذیر Highly erodible land (HEL) به زمین‌هایی گفته می‌شود که بسیار آمادگی فرسایش را دارند، از جمله زمین‌هایی که حداقل ۱/۳ یا ۵۰ جریب فرنگی (۲۰۰٬۰۰۰ متر مربع) دارند، با پتانسیل فرسایش طبیعی حداقل ۸ برابر مقدار T آنها. حدود ۱۰۱ میلیون جریب فرنگی (۴۱۰٬۰۰۰ کیلومتر مربع) زمین کشاورزی طبق فهرست منابع ملی در سال ۱۹۹۷ با این تعریف از بسیار فرسایش‌پذیر مطابقت دارد. زمین‌های کشاورزی بسیار فرسایش‌پذیر و تحت قراردادهای انعطاف‌پذیری تولید باید مطابق با یک برنامه حفاظتی باشد که از این زمین زراعی حمایت می‌کند.